# The Inmates
The Inmates sono un gruppo musicale britannico di genere pub rock formatosi nel 1977 sulle ceneri dei Flying Tigers.
Divennero famosi negli Stati Uniti nel 1980 per la loro cover del famoso brano degli Standells Dirty Water ed in patria per un'altra cover, The Walk di Jimmy McCracklin che entrò nella Top 40 britannica.

## Formazione

### Formazione attuale
- Bill Hurley - voce
- Peter Gunn - chitarra
- Tony Oliver - chitarra
- Ben Donnelly - basso
- Eddie Edwards - batteria[1]

### Ex componenti
- Jim Russell - batteria
- Paul Turner - batteria
- Barrie Masters - voce

## Discografia

### Album in studio
- First Offence (1979) US #40[2]
- Shot In The Dark (1980)
- Heatwave In Alaska (1981)
- Five (1985)
- Meet The Beatles (1988)[3]
- Fast Forward (1989)
- Inside Out (1991)
- Wanted (1993)
- Silverio (1997)

### Album dal vivo
- True Live Stories (1984)
- Heat Of The Night (Live) (2003)
- Back in History (Live) (2008)[4]